# بارهورن
بارهورن (به لاتین: Barrhorn) یک کوه در سوئیس است که در کانتون وله واقع شده‌است. بارهورن ۳٬۶۱۰ متر بالاتر از سطح دریا واقع شده‌است.